# Diocesi di Rusgunie
La diocesi di Rusgunie (in latino: Dioecesis Rusguniensis) è una sede soppressa e sede titolare della Chiesa cattolica.

## Storia
Rusgunie, corrispondente alla città di Bordj El Bahri (in precedenza Lapérouse o Matifou) nell'odierna Algeria, è un'antica sede episcopale della provincia romana della Mauritania Cesariense.
Il sito archeologico ha restituito i resti di una basilica cristiana a cinque navate con annesso battistero, che porta ad ipotizzare la presenza di una chiesa episcopale. Questa basilica venne costruita da un certo Flavio Nuvel che vi depositò alcune reliquie della croce di Cristo. Distrutta dai Vandali, fu ricostruita in epoca bizantina grazie all'intervento di Maurizio, comandante della locale guarnigione militare bizantina. All'interno della basilica sono state scoperte le tombe mosaicate del vescovo Lucio, di Maurizio e delle sue due figlie.
Due sono i vescovi noti grazie alle fonti documentarie. Numeriano prese parte al concilio celebrato a Cartagine nel 419 e indetto da sant'Aurelio. Il vescovo Bonifacio assistette al sinodo riunito a Cartagine dal re vandalo Unerico nel 484, in seguito al quale venne esiliato.
Dal 1933 Rusgunie è annoverata tra le sedi vescovili titolari della Chiesa cattolica; dal 5 febbraio 2025 il vescovo titolare è Peter Chao Yung-Chi, vescovo ausiliare di Taipei.

## Cronotassi

### Vescovi
- Numeriano † (menzionato nel 419)
- Bonifacio † (menzionato nel 484)
- Lucio † (epoca bizantina)

### Vescovi titolari
- José Gabriel Anaya y Diez de Bonilla † (15 settembre 1967 - 6 gennaio 1976 deceduto)
- Paul Zingtung Grawng † (24 gennaio 1976 - 9 dicembre 1976 nominato vescovo di Myitkyina)
- Rigoberto Corredor Bermúdez (26 febbraio 1988 - 30 novembre 1996 nominato vescovo di Buenaventura)
- Anthony Ireri Mukobo, I.M.C. (22 dicembre 1999 - 15 febbraio 2023 nominato vescovo di Isiolo)
- Simeon Okezuo Nwobi, C.M.F. (14 ottobre 2023 - 3 maggio 2024 nominato vescovo di Ahiara)
- Peter Chao Yung-Chi, dal 5 febbraio 2025